# X-Face
X-Face是一种加在Usenet或电子邮件消息上的小位图（48×48像素，黑白单色），典型的用法是显示發信者的脸，類似今日的用戶造型或即時通訊軟體好友圖示功能。图像数据編碼成文字，被附在所发文章的信头。X-Face這個名稱是因為RFC822建議非標準的信頭標籤使用"X-"作為開頭。它的發明者是James Ashton。
X-Face是贝尔实验室1980年代开发Vismon程序的副产品。有很多支持X-Face的软件。它们中的大部分是UNIX及其变种平台上的自由软件。也有在线的，网络平台上的X-Face产生器以及流行的如KMail或Sylpheed这样的程序用来产生X-Face。
并非所有的電子郵件客戶端都支持X-Face信头。大部分安装在域内或是商用电脑内的邮件程序对此无能为力。即使是在大学或是在研究机构这样经常使用UNIX的地方，也只有很少完全支持X-Face的邮件客户端安装。

## 註解
1. ↑  「用戶造型」即Avatar
2. ↑  「好友圖示」即Buddy icon（英语：Buddy icon），又稱為頭像
3. ↑  .   [2005-12-30]. （原始内容存档于2022-05-14）.